# La Habra
La Habra é uma cidade localizada no estado americano da Califórnia, no Condado de Orange. Foi incorporada em 20 de janeiro de 1925.

## Geografia
De acordo com o United States Census Bureau, a cidade tem uma área de 19,11 km², onde 19,09 km² estão cobertos por terra e 0,03 km² por água.

### Localidades na vizinhança
O diagrama seguinte representa as localidades num raio de 8 km ao redor de La Habra.

## Demografia
Segundo o censo nacional de 2010, a sua população é de 60 239 habitantes e sua densidade populacional é de 3 155,82 hab/km². Possui 19 924 residências, que resulta em uma densidade de 1 043,79 residências/km².